# Environmental Scanning Electron Microscope
Das Environmental scanning electron microscope (ESEM) stellt eine spezielle Variante des Rasterelektronenmikroskops dar. Der wesentliche Unterschied zu einem konventionellen Rasterelektronenmikroskop (REM, bzw. engl. SEM) ist das geringere Vakuum (höherer Druck) in der Probenkammer und der speziell angepasste Detektor.

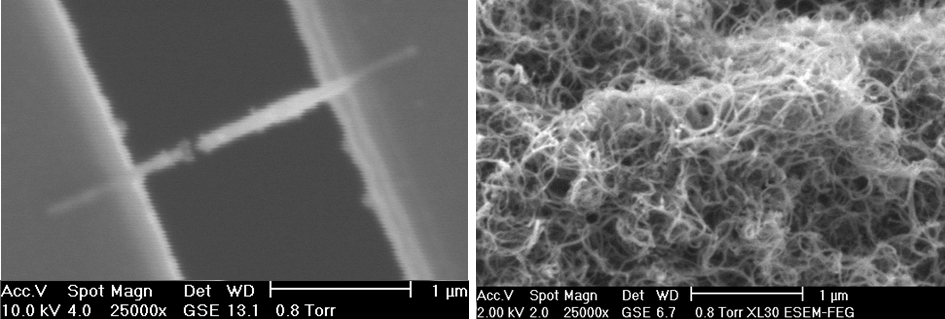
Bildbeispiele

## Geschichte
In Fortsetzung der vorherigen Werke von Lane, Robinson, Spivak und Shah, den Grundsatz der ESEM wurde von dem Griechen Gerasimos Danilatos (ca. 1988–1990) entwickelt, dieses wurde 1989 von der Firma ElectroScan Corporation in den USA in ein kommerzielles Rasterelektronenmikroskop übernommen. Später wurden die Patente mit der Firmenübernahme von ElectroScan an die Firma Philips (heute FEI Company) übertragen, welche dieses Prinzip als zusätzliche Option in ihren konventionellen Rasterelektronenmikroskopen anbietet. Andere Hersteller haben ebenfalls Geräte mit der Option eines schwächeren Vakuums im Programm, benennen diese jedoch aufgrund des Patentschutzes meist mit VPSEM (engl. variable pressure scanning electron microscope), das heißt, einem REM mit der Möglichkeit, den Druck in der Probenkammer zu variieren. Der Druckbereich und der von diesen Firmen verwendete Detektor unterscheiden sich aufgrund des Patentes aber von der folgenden Beschreibung.

## Funktionsprinzip

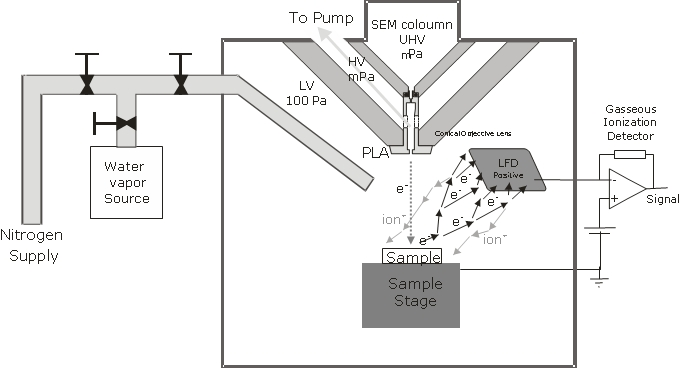
Schematischer Aufbau

Genau wie bei einem konventionellen Rasterelektronenmikroskop wird die Probe von einem fokussierten Elektronenstrahl abgerastert und das bei der Wechselwirkung mit der Probe entstehende Signal zur Bilderzeugung verwendet. Allerdings befindet sich die Probenkammer hierbei nicht unter Hochvakuum, sondern um die Probe herum befindet sich ein Gas mit einem Gasdruck von typischerweise 130 bis 1300 Pa. Als Gase eignen sich unter anderem Wasserdampf, Stickstoff oder Luft.
Trifft der Elektronenstrahl auf die Probe, so gibt es in der Probenoberfläche verschiedene Wechselwirkungen. Wichtig für die Abbildung im ESEM-Betrieb ist die Entstehung von niederenergetischen Sekundärelektronen (0 bis 50 eV), welche die Probenoberfläche als relativ langsame Elektronen wieder verlassen.
Zur Signalverstärkung im ESEM wird das Gas in der Probenkammer selbst genutzt. Durch eine angelegte Spannung von einigen hundert Volt zwischen Probe und Detektor werden die Sekundärelektronen zum Detektor hin beschleunigt. Auf dem Weg zum Detektor kommt es zu Stößen zwischen den Elektronen und den Gasatomen. Die Atome werden hierbei ionisiert und es entstehen neue Elektronen (Verstärkungskaskade). Das aus diesem Signal entstehende Bild entspricht hauptsächlich einem Topographiekontrast.
Die ionisierten Gasatome werden aufgrund ihrer positiven Ladung entgegengesetzt in Richtung Probe beschleunigt und sorgen dort für eine Neutralisierung von Aufladungen, welche bei Proben mit nichtleitenden Oberflächen entstehen könnten. Der „Detektor“ ist weder licht- noch temperaturempfindlich.
Die Druckdifferenz zwischen dem Hochvakuumbereich mit Kathode (Elektronenstrahlerzeugung) und der Probenkammer mit schlechtem Vakuum wird durch eine Reihe von feinen Blenden im Strahlengang und durch ein differenzielles Pumpsystem realisiert.

## Vor- und Nachteile gegenüber konventionellem REM
Als Vorteile der Technik gegenüber der konventionellen Rasterelektronenmikroskopie seien unter anderem zu nennen:
- Nicht vakuumstabile oder ausgasende Proben können bei erhöhtem Restgasdruck in der Probenkammer untersucht werden. Veränderungen durch das Evakuieren werden reduziert. Anwendung: z. B. Untersuchung von biologischen Proben ohne vorherige Fixierung oder Austauschreihen, manche Milben überleben sogar derartige Bedingungen und bewegen sich unter dem Elektronenstrahl.
- Benutzt man speziell Wasserdampf als Gas, so kann über Variation von Druck und Temperatur in der Probenkammer die relative Luftfeuchte in der Umgebung der Probe zwischen 0 und 100 % geregelt werden. Dadurch ist es möglich, Trocknungs- oder Benetzungsvorgänge zu studieren. Anwendung: z. B. Charakterisierung von Aushärtevorgängen in der Zementindustrie, Trocknung von Lacken, Quellung von Superabsorbern, Analyse des Lotusblüteneffektes, …
- Durch die Aufladungskompensation (Neutralisierung durch das Restgas in der Probenkammer) können nichtleitende Proben direkt untersucht werden. Eine vorherige Bedampfung oder Metallisierung der Probe entfällt. Anwendung: z. B. Analysen in der Kriminalistik, wo Beweismittel nicht verändert werden dürfen, Untersuchung dynamischer Experimente im Elektronenmikroskop (in situ), wobei es zu einer Veränderung der Probengeometrie kommt.
- Da der Detektor weder licht- noch hitzeempfindlich ist, eignet sich das ESEM auch zur Analyse des Temperaturverhaltens einer Probe in Heiztischexperimenten mit einem Temperaturbereich bis 1000 °C und darüber hinaus. Anwendung: Beobachtung von Schmelzvorgängen oder chemischen Reaktionen bei hohen Temperaturen.

Dagegen sind aber auch einige Nachteile gegenüber dem Arbeiten im Hochvakuum zu sehen:
- Im ESEM-Modus lassen sich sehr kleine Vergrößerungen (< 50-fach) nur schlecht oder gar nicht realisieren.
- Flüssigkeiten sind undurchsichtig und können die eigentliche Oberfläche verdecken.
- Der Bildaufbau dauert durch die geringere Rastergeschwindigkeit länger als in der konventionellen Betriebsart.
- Eine Röntgenmikroanalyse (EDX) ist erheblich aufwändiger und bedarf nachträglicher Korrekturen.